# 감산덕청
감산덕청(憨山德清: 1546~1622/1623) 중국 명나라(1368~1644) 시대의 승려이다. 지금의 안후이성(安徽省)에 속한 금릉의 전초(全椒)에서 태어났다. 속성(俗姓)은 채(蔡)이고 이름은 덕청(德清)이며 자는 징인(澄印)이다. 감산(憨山)은 호이며 일반적으로 감산대사(憨山大師)라고 존칭된다. 시호는 홍각선사(弘覺禪師)이다.
감산덕청은 염불과 간화선을 함께 닦았으며, 주굉(袾宏: 1536~1615) · 진가(眞可: 1543~1603) · 지욱(智旭: 1596~1655)과 더불어 명나라(1368~1644) 시대의 사대고승(四大高僧) 중의 한 명이라 칭해진다. 감산덕청은 많은 저서를 남겼는데, 여기에는 불교의 여러 종파에 걸친 저서들뿐만 아니라 유교 · 불교 · 도교의 3교의 조화를 추구한 저서들도 있다.

## 전기

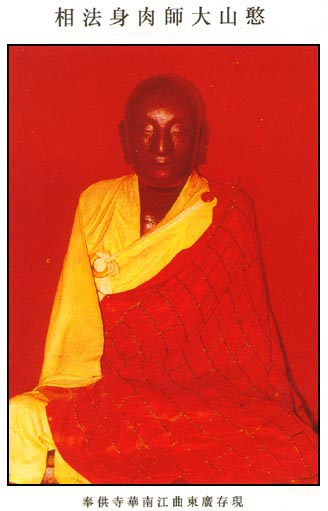
감산덕청의 육신불.

감산덕청은 11세에 출가의 뜻을 품고 불교의 경전과 논서와 유교의 문헌을 가까이 하였다. 19세때 출가하여 변융(辯融) · 소암(笑嚴) · 운곡(雲谷) 등 기타 많은 스승을 찾아가 가르침을 받고 선풍(禪風)을 진흥함은 물론 여산에 초암(草庵)을 짓고 염불을 닦았다.
사후 감산덕청의 시신은 육신불이 되어 광둥성 사오관시 취장구의 난화사(南華寺)에 안치되어 있다.

## 사상
감산덕청의 사상은 선과 화엄과의 융합에 핵심을 두고 있으며 이로써 여러 종파간의 조화를 이룩하고자 하였다. 감산덕청의 저작으로는 《관릉가경기(觀楞伽經記)》 · 《법화경통의(法華經通義)》 · 《원각경직해(圓覺經直解)》 · 《기신론직해 (起信論直解)》 · 《감산노인몽유집(憨山老人夢遊集)》 등이 있는데 특정한 종파에 구애받지 않고 폭넓다는 특징이 있다.
또한 《중용직지(中庸直指)》 · 《노자해(老子解)》 · 《장자내편주(莊子內篇註)》 등을 저술했는데 이들은 모두 불교사상으로서 유교와 노장사상의 전적(典籍)을 해석한 것으로 유교 · 불교 · 도교의 3교의 조화를 추구한 3교조화사상이 나타나 있다. 《관노장영향론(觀老莊影響論)》(《삼교원류이론론(三敎源流異同論)》이라고도 한다)은 3교를 논한 것으로서 유명하며 3교의 다른 점과 같은 점에 대한 비교 검토를 통하여 조화점을 찾으려고 노력하였다.

## 참고 문헌
- 이 문서에는 다음커뮤니케이션(현 카카오)에서 GFDL 또는 CC-SA 라이선스로 배포한 글로벌 세계대백과사전의 내용을 기초로 작성된 글이 포함되어 있습니다.